# نخل یاتای
نخل یاتای (نام علمی: Butia yatay) نام یک گونه از تیره نخل است که بومی برزیل، بولیوی، پاراگوئه، اوروگوئه و شمال آرژانتین می‌باشد. این گیاه بلندترین گونه در جنس بوتیا است.